# Криловська (Ленінградський район)
Кри́ловська — станиця в Ленінградському районі Краснодарського краю. Центр Криловського сільського поселення.
Населення — 6,7 тис. мешканців (2002).
Станиця розташована на берегах річки Челбас, у степовій зоні, за 22 км південніше станиці Ленінградська (колишня Уманська). За 7 км вище за течією розташована станиця Новоплатніровська, за 28 км нижче — Канівська.
Криловське курінне селище, засновано в 1794 — одне з перших сорока поселень чорноморських козаків на Кубані (див. кубанські козаки). Назву перенесено з однойменного куреня Січи.